# Донгузорун (перевал)
Донгузорун (груз. ნაკრა) — гірський перевал через Головний Кавказький хребет, розташований на кордоні Грузії і Кабардино-Балкарії (Росія). Район Приельбрусся.
Перевал з'єднує ущелину Донгузорун в Кабардино-Балкарії з ущелиною річки Накра в Грузії. Висота перевалу досягає 3203 м. Назва походить від слів Донгуз — «свиня» і Орун — «місце», тобто означає «загін для свиней».

На підходах до перевалу Донгузорун. Група української молоді з альптабору "Україна" (поблизу Терскола) в одному з одноденних радіальних походів, літо 1965 року.

Клімат континентальний. Середня температура становить −5 °C. Найтепліший місяць — серпень, температура 10 °C, а найхолодніший — січень, температура —17 °C. Середня кількість опадів становить 1665 міліметрів на рік. Найвологіший місяць — червень, де випало 208 міліметрів опадів, а найсухіший — лютий, де випало 74 міліметри.